# Stemmiulus ramifer
Stemmiulus ramifer är en mångfotingart. Stemmiulus ramifer ingår i släktet Stemmiulus och familjen Stemmiulidae. Inga underarter finns listade i Catalogue of Life.